# Chủ tịch Hạ viện (Brasil)
Chủ tịch Hạ viện Brasil (tiếng Bồ Đào Nha: Presidente da Câmara dos Deputados do Brasil) được các hạ nghị sĩ Hạ viện bầu và có nhiệm kỳ hai năm. Theo quy định Điều 80 của Hiến pháp Brasil, chủ tịch Hạ viện là vị trí kế nhiệm thứ hai trong thứ tự các chức vụ kế nhiệm tổng thống, kế nhiệm Phó tổng thống Brasil trong trường hợp Phó tổng thống chưa chọn được người nào phù hợp. Chủ tịch Hạ viện Brasil chỉ được một nhiệm kỳ và không được tái tái đắc cử.
Hiện nay, ông Rodrigo Maia, của đảng Dân chủ (DEM) từ Rio de Janeiro, giữ cương vị Chủ tịch Hạ viện. Trước đây, người tiền nhiệm ông là Eduardo Cunha.
Nơi ở Chủ tịch Hạ viện là Lago Sul, Quận Liên bang 

## Danh sách Chủ tịch Hạ viện Brasil

### Đế quốc Brasil(1826–1889)
| Tên                                                                    | Nhiệm kỳ  | Bang gốc       |
| Luís Pereira da Nóbrega Sousa Coutinho                                 | 1826–1827 | Rio de Janeiro |
| Francisco de Paula Sousa e Melo                                        | 1827-1827 | São Paulo      |
| Pedro de Araújo Lima, tử tước Olinda                                   | 1827–1828 | Pernambuco     |
| José da Costa Carvalho, tử tước Monte Alegre                           | 1828-1828 | Bahia          |
| Pedro de Araújo Lima, tử tước Olinda                                   | 1829–1830 | Pernambuco     |
| Romulado Antônio de Seixas, archbishop of Bahia                        | 1830-1830 | Bahia          |
| José da Costa Carvalho, tử tước Monte Alegre                           | 1830-1830 | Bahia          |
| José Ribeiro Soares da Rocha                                           | 1831-1831 | Minas Gerais   |
| José Martiniano de Alencar                                             | 1831–1832 | Ceará          |
| Antônio Paulino Limpo de Abreu, tử tước Abaeté                         | 1832–1834 | Minas Gerais   |
| Bento de Oliveira Braga                                                | 1834-1834 | Rio de Janeiro |
| Venâncio Henriques de Resende                                          | 1834-1834 | Pernambuco     |
| Antonio Maria da Moura (linh mục được bầu)                             | 1834–1835 | Minas Gerais   |
| Pedro de Araújo Lima, tử tước Olinda                                   | 1835–1838 | Pernambuco     |
| Cândido José de Araújo Viana, tử tước Sapucaí                          | 1838–1840 | Minas Gerais   |
| Joaquim Marcelino de Brito                                             | 1840–1841 | Bahia          |
| Romualdo Antônio de Seixas, tổng giám mục Bahia                        | 1841-1841 | Pará           |
| Venânciao Henriques de Resende                                         | 1841–1842 | Pernambuco     |
| Martim Francisco Ribeiro de Andrada                                    | 1842      | São Paulo      |
| Manuel Inácio Cavalcanti de Lacerda, nam tước Pirapama                 | 1843–1844 | Pernambuco     |
| Antônio Paulino Limpo de Abreu, tử tước Abaeté                         | 1845–1846 | Minas Gerais   |
| José Joaquim Fernandes Torres                                          | 1846–1847 | Pernambuco     |
| José Pedro Dias de Carvalho                                            | 1847–1848 | Minas Gerais   |
| Antônio Pinto Chichorro da Gama                                        | 1848–1849 | Pernambuco     |
| Gabriel Mendes dos Santos                                              | 1850–1852 | Minas Gerais   |
| José Idelfonso de Sousa Ramos, tử tước Jaguari                         | 1852-1852 | Rio de Janeiro |
| Antônio Peregrino Maciel Monteiro, nam tước Itamaracá                  | 1852–1854 | Pernambuco     |
| Brás Carneiro Nogueira da Costa e Gama, bá tước Baependi               | 1854–1861 | Rio de Janeiro |
| Pedro Francisco de Paula Cavalcanti de Albuquerque, tử tước Camarajibe | 1861–1863 | Pernambuco     |
| Zacarias de Góis e Vasconcelos                                         | 1864-1864 | Paraná         |
| Franciso José Furtado                                                  | 1864-1864 | Maranhão       |
| Camilo Maria Ferreira Armond, bá tước Prados                           | 1864–1866 | Rio de Janeiro |
| Joaquin Saldanha Marinho                                               | 1866–1867 | Minas Gerais   |
| Francisco de Paula da Silveira Lobo                                    | 1867–1868 | Minas Gerais   |
| Pedro Francisco de Paula Cavalcanti de Albuquerque, tử tước Camarajibe | 1869-1869 | Pernambuco     |
| Joaquim Otávio Nébias                                                  | 1869–1870 | São Paulo      |
| Brás Carneiro Nogueira da Costa e Gama, bá tước Baependi               | 1870–1871 | Rio de Janeiro |
| Inocêncio Marques de Araújo Góis, nam tước Araújo                      | 1873–1874 | Bahia          |
| Manuel Francisco Correia                                               | 1874–1876 | Paraná         |
| Paulino José Soares de Sousa                                           | 1877–1878 | Rio de Janeiro |
| Camilo Maria Ferreira Armond, bá tước Prados                           | 1878–1881 | Minas Gerais   |
| Martinho Àlvares da Silva Campos                                       | 1882-1882 | Minas Gerais   |
| Martinho Francisco Ribeiro de Andrada                                  | 1882-1882 | São Paulo      |
| João Ferreira de Moura                                                 | 1882-1882 | Bahia          |
| José Rodrigues de Lima Duarte, tử tước Lima Duarte                     | 1882–1884 | Minas Gerais   |
| Antônio Moreira de Barros                                              | 1884-1884 | São Paulo      |
| Manuel Alves de Araújo                                                 | 1884-1884 | Paraná         |
| Antônio Morreira de Barros                                             | 1885-1885 | São Paulo      |
| Franklin Américo de Meneses Dória                                      | 1885-1885 | Piauí          |
| André Augusto de Pádua Fleury                                          | 1885-1885 | Goias          |
| Domingos de Andrade Figueira                                           | 1886–1887 | Rio de Janeiro |
| Augusto Olímpio Gomes de Castro                                        | 1887–1888 | Maranhão       |
| Henrique Pereira de Lucena, nam tước Lucena                            | 1888–1889 | Pernambuco     |

### Cộng hòa Liên bang Brasil(1889–đến nay)
| Tên                                      | Nhiệm kỳ  | Bang gốc            |
| Trống                                    | 1889–1891 |                     |
| João Da Mata Machado                     | 1891      | Minas Gerais        |
| Bernardino José de Campos Júnior         | 1891–1892 | São Paulo           |
| João Lopes Ferreira Filho                | 1892–1894 | Ceará               |
| Fransisco de Assis Rocha e Silva         | 1894–1896 | Pernambuco          |
| Artur César Rios                         | 1896–1899 | Bahia               |
| Carlos Vaz de Melo                       | 1899–1903 | Minas Gerais        |
| Francisco de Paula de Oliveira Guimarães | 1903–1907 | Bahia               |
| Carlos Peixoto de Melo Filho             | 1907–1909 | Minas Gerais        |
| Sabino Alves Barroso Júnior              | 1909–1914 | Minas Gerais        |
| Astolfo Dutra Nicácio                    | 1914–1917 | Minas Gerais        |
| Sabino Alves Barroso Júnior              | 1917–1919 | Minas Gerais        |
| Astolfo Dutra Nicácio                    | 1919–1920 | Minas Gerais        |
| Júlio Bueno Brandão                      | 1920–1921 | Minas Gerais        |
| Arnolfo Rodrigues de Azevedo             | 1921–1927 | São Paulo           |
| Sebastião de Rego Barros                 | 1927–1930 | Pernambuco          |
| Vacant                                   | 1930–1933 |                     |
| Antônio Carlos Ribeiro de Andrada        | 1933–1937 | Minas Gerais        |
| Pedro Aleixo                             | 1937      | Minas Gerais        |
| Vacant                                   | 1937–1946 |                     |
| Honório Fernandes Monteiro               | 1946–1947 | São Paulo           |
| Samuel Vital Duarte                      | 1947–1949 | Paraiba             |
| Carlos Cirilo Júnior                     | 1949–1951 | São Paulo           |
| Nereu de Oliveira Ramos                  | 1951–1955 | Santa Catarina      |
| Carlos Comibra da Luz                    | 1955      | Minas Gerais        |
| José Antônío Flores da Cunha             | 1955–1956 | Rio Grande do Sul   |
| Ulisses Silveira Guimarães               | 1956–1958 | São Paulo           |
| Pascoal Ranieri Mazzilli                 | 1958–1965 | São Paulo           |
| Olavo Bilac Pereira Pinto                | 1965–1966 | Minas Gerais        |
| Adauto Lúcio Cardoso                     | 1966      | Guanabara           |
| João Batista Ramos                       | 1966–1968 | São Paulo           |
| José Bonifácio Lafayette de Andrada      | 1968–1970 | Minas Gerais        |
| Geraldo Freire da Silva                  | 1970–1971 | Minas Gerais        |
| Ernesto Pereira Lopes                    | 1971–1973 | São Paulo           |
| Flávio Portela Marcilio                  | 1973–1975 | Ceará               |
| Célio de Oliveira Borja                  | 1975–1977 | Rio de Janeiro      |
| Marco Antõnio de Oliveira Maciel         | 1977–1979 | Pernambuco          |
| Flávio Portela Marcílio                  | 1979–1981 | Ceará               |
| Nelson Marchesan                         | 1981–1983 | Rio Grande do Sul   |
| Flávio Portela Marcilio                  | 1983–1985 | Ceará               |
| Ulisses Silveira Guimarães               | 1985–1989 | São Paulo           |
| Antônio Paes de Andrade                  | 1989–1991 | Ceará               |
| Ibsen Valls Pinheiro                     | 1991–1993 | Rio Grande do Sul   |
| Inocêncio Gomes de Oliveira              | 1993–1995 | Pernambuco          |
| Luís Eduardo Maron Magalhães             | 1995–1997 | Bahia               |
| Michel Elias Temer Lulia                 | 1997–2001 | São Paulo           |
| Aécio Neves da Cunha                     | 2001–2003 | Minas Gerais        |
| João Paulo Cunha do Nascimento           | 2003–2005 | São Paulo           |
| Severino José Cavalcanti Ferreira        | 2005      | Pernambuco          |
| José Thomaz Nonô (quyền)                 | 2005      | Alagoas             |
| José Aldo Rebelo Figueiredo              | 2005–2007 | São Paulo           |
| Arlindo Chinaglia                        | 2007–2009 | São Paulo           |
| Michel Elias Temer Lulia                 | 2009–2010 | São Paulo           |
| Marco Maia                               | 2010–2013 | Rio Grande do Sul   |
| Henrique Eduardo Alves                   | 2013–2015 | Rio Grande do Norte |
| Eduardo Cunha                            | 2015–2016 | Rio de Janeiro      |
| Waldir Maranhão (quyền)                  | 2016      | Maranhão            |
| Rodrigo Maia                             | 2016–nay  | Rio de Janeiro      |